# كليم أحمد عاجز
الشاعر الھندي كليم أحمد عاجز هو من فطاحل الشعراء وخاصة في مجال الغزل الأردي، ومن أهم ميزات شعره الكمد الرزين والحزن الدفين، ولهجيه لهجة العندليب الذي ينشد أناشيد الحزن، فيقطر شعره دما ودمعا ويحكي حكايات نتم عن المظلمة التي ابتلي بها الشاعر وإخوته في الدين، ويشير إلى اضطرابات طائفية ذهب ضحيتها أسربه والأقارب الأقربين.

## حياته الشخصية
لقد واجه هذا الشاعر الاضطرابات الطائفية التي نشيت عشية استقلال البلاد وأثناء إنشاء دولة مستقلة باسم «باكستان» لقد اندلعت الاضطرابات الطائفية في كثير من مناطق البلاد فأتي على الأخضر واليابس ونزفت فيها دماء ألوف من الأبرياء، فقد استفحل الشر واستشرى الفساد وصال إبليس وجال، وخالط دماء المفسدين والمشاغبين وباض وفرخ، فاستعرت نار الجحيم وسالت الدماء وشرد عشرات الألوف من المسلمين من بيوتهم وأحرقت البيوت السكنية والدكاكين، وأعمل السيف في الرقاب.

## خلفيته الشعرية
كانت هناك قرية باسم «تلهارا» قرية الشاعركليم أحمد عاجز، وكانت تقع في مديرية بتنا في ولاية بيهار، لقد تهجم المشاغبون وحاصروا هذه القرية، ولم يكن ذلك الشاعر موجودا في هذه القرية آنذاك، فنجا بفضل الله وكرمه من شر القتلة ولمهاجمين ولكن عائلة وأسرته قتلت ـ وبأي ذنب قتلت.
هذه هي الخلفية التي تجري مجرى الدم في جميع قصائد هذا الشاعر، فكان مكلوم الفؤاد، كسر القلب، ودائما يتذكر تلك الهمجية والمجزرة التي اكتوى بنارها والتي صيّرت قريحته الشعرية إلى قريحة وقّادة وهاجة، فكل شعر في غزله يمثل فؤاده الجريح.
إن الحزن لم يكن محصورا على اغتيال أسرته وأقاربه ولكن حزن الشاعر يحتوي على سائر المظلمة التي عانى منها المسلمون في البلاد، لقد أسفر صبح استقلال البلاد في 1947 عن نزيف الدماء في مختلف المدن، وذلك كرد فعل لانقطاع جزء من جسمها وتحوله كدولة مستقلة باسم «باكستان»، فأثار ذلك حفيظة طائفة من الهندوس وصب المتطرفون منهم مع كثرتهم الكاثرة جام غضبهم على المسلمين العزل الذين كانوا أقل وأضعف مددا، فأجج هؤلاء الهندوس لمتطرفون نيران العداوة الطائفية في طول البلاد وعرضها، فأصيب المسلمون بالدماء واحترقت مساكنهم بالنار التي لا تبقى ولا تذر، لواحة للبشر وترمي بشرر كالقصر.
في تلك الفاجعة التاريخية دخل المشاغبون المهاجمون المناوئون للمسلمين قرية كليم أحمد عاجز واقتحموها وقوبل الهجوم بالمقابلة في بداية الأمر ولكن إلى متى؟ استسلم أهل القرية أمام الجموع الحاشدة بعد أن حل بهم الضنك والجوع، فأطلق المهاجمون النار بصفة عشوائية في البداية، وعندما دخلوا القرية أطلقوا النار على كل شخص خرج من البيت أو أخذوه وقتلوه بالخنجر أو السيف، أوقفوا العشرات من أهل القرية وأطلقوا النار عليهم، دخلوا هذه القرية بعد ما حاصروها أسبوعا كاملا، دافع أهل القرية إلى آخر الرصاص، وعندما نفد الرصاص ولم تنفع البنادق الموجودة وأيقن المحاصرون بخلو الترسانة والعدة اقتحموا القرية من كل جانب، وكانت الشمس غاربة في المغيب واحمرت قرصها وكانت الدماء سائلة والتأوهات سائدة في أزقة القرية، هرع أهل القرية للهروب فلم يجدوا منفذا ولا ملاذا، فسدوا أبواب البيوت على مصراعيها، فدمر المهاجمون الأبواب والجدران المصنوعة من الطوب والطين واشتدت حدة القتال، فكانت حصيلة هذه المذبحة خمس مائة شخص ما بين قتيل وجريح، استمرت أعمال القتل على مدى ثلاثة أيام، فلما وضعت المذبحة أوزارها دخل الناس من القرى المجاورة إلى هذه القرية، ومن بينهم رجال بالشرطة والإسعاف، فلم يكن هناك داع ولا مجيب، ورأوا الجثث المتناثرة من المظلومين الأبرياء رجالا ونساء، ورأوا أن كثيرا من الجثث جمعت وألقيت في آباد القرية لإخفاء بشاعة المجزرة، دمرت القرية بأسرها بلا رحمة وهوادة.
وعند استتب الأمن واستقر الأمر وانقشع ظلام الظلم قدمت الشكاوى والاستغاثة إلى الدوائر الحكومية، فلم تجد نفعا وضربت عرض الحائط ولم يعاقب مجرم ولم يعتقل ظالم ولم يزج قاتل من القتلة في الزنزانة، فكشفت هذه الحالة وعرّت سوءات النظام الديمقراطي والحكم العلماني.
لقد قص هذا الشاعر قصة هذه المجزرة في مقدمة ديوانه الذي نشر باسم «وه جو شاعر كا سبب هوا» (الأمر الذي أفضى إلى قريض الشعر) يقض الشاعر هذه القصة بدم قلبه ودمع عينيه، يدخل هذا الشاعر قريته بعد أن هدأت عاصفة الظلم وانجلى الظلام، يدخل الشاعر موطنه في الوقت الذي يهب فيه الصبا ويجف الندى ويعتدل النسيم ويصفو العيش ولكن الآن قد تبدل الزمان، لقد طار العندليب الذي كان يغني أناشيد الصبا، فلا بلبل ولا هزار، ولا شحرور ولا عصفور، فلم تكن هناك إلا النسر والطيور التي تأكل من جثث الموتى واللحوم العفن، دخل الشاعر ورأى في فاتحتها مسجد القرية، رأى منارة المسجد تتهادى يمينا وشمالا كالفارس المنهزم الذي تلطخت جبته بالدم الأحمر القاني وتمزقت ثيابها، إنه رأى منارة المسجد التي كانت شديدة الانفعال وعيناها تقطران دما وأيضا منارة تتحدث وتقول: هلم أيها الشاعر، سوف أقص عليك قصة، قصة الحرب التي خاض غمارها رجال القرية بكل شجاعة وبسالة، لكي تردد هذه القصة في طول حياتك في شعرك بصوتك الشجي، ولكي تفصح عن أحزانك في شعر غزلي رقيق، لكي يحيى هذا الشعر إلى بقية الدهر ويحيى الأسى والكرب إلى آماد بعيدة، لقد تحولت أزقة هذه القرية إلى ساحة الوغى، هلم أيها الشاعر إلى هذه البئر، هذه كانت مأوى وملاذ أمك وشقيقاتك، وهي أنقنت هؤلاء من كل خزي وهوان، وهذه بئر أخرى فيها جثث كثيرة من أصدقائك الأحماء، هذه الحوادث سوف تترك في قلبك بصمات ثابتة لا تمحى، فتكون بلبلا مغردا لهذه الشجون والأحزان، وبعد ذلك راح هذا الشاعر يصب الحزن في قالب الشعر سنوات متتاليات.